# 荊道乾
荊道乾（1731年—1802年），字健中，山西省蒲州府臨晉縣人，清朝政治人物。

## 生平
乾隆二十四年，鄉試中舉。乾隆三十三年（1768年）一月，出任湖南永順府龍山縣知縣。乾隆四十一年，任慈利縣知縣。乾隆四十二年，任麻陽縣知縣。乾隆四十三年（1778年）七月再任。乾隆四十三年（1778年）七月，再次任。乾隆四十七年，升任甘肅寧夏府同知。大學士劉墉曾任湖南巡撫，稱讚他為“第一清官”。后署石峯堡同知，修復水利。乾隆五十四年，升任安徽池州府知府。后署安徽寧池太道、蕪湖道。乾隆五十八年，任鳳陽府知府、安慶府知府。乾隆六十年，任山東登萊青道，嘉慶元年，代理山東布政使。
嘉慶二年，登山東按察使。嘉慶四年，任江蘇布政使，署江蘇按察使。嘉慶四年，擔任安徽巡撫。
曾祖父荊爾極、祖父荊毓光、父荊德志。有兄荊學乾、荊御乾，子荊澤桓、荊澤棈；孫荊炳、荊炆、荊烺。

## 延伸阅读
[在维基数据编辑]
 《清史稿·卷359》，出自趙爾巽《清史稿》